# Wijken en buurten in Boskoop
De voormalige Nederlandse gemeente Boskoop was voor statistische doeleinden onderverdeeld in wijken en buurten. De gemeente was verdeeld in de volgende statistische wijken:
- Wijk 00 Boskoop (CBS-wijkcode:049900)

Een statistische wijk kan bestaan uit meerdere buurten. Onderstaande tabel geeft de buurtindeling met kentallen volgens het Centraal Bureau voor de Statistiek (2008):
| CBS-buurtcode | Buurtnaam                                        | Inwonertal | Opp. totaal (ha) | Opp. land (ha) | Ligging                |
| ------------- | ------------------------------------------------ | ---------- | ---------------- | -------------- | ---------------------- |
| BU04990000    | Boskoop                                          | 7960       | 729              | 588            | Locatie in de gemeente |
| BU04990001    | Snijdelwijk                                      | 5820       | 127              | 116            | Locatie in de gemeente |
| BU04990002    | Otweg en Rijneveld                               | 670        | 161              | 134            | Locatie in de gemeente |
| BU04990008    | Verspreide huizen in polder Nesse en Rijneveld   | 490        | 334              | 316            | Locatie in de gemeente |
| BU04990009    | Verspreide huizen Spoelwijk en polder Middelburg | 280        | 345              | 331            | Locatie in de gemeente |